# Eliseo Croci
Eliseo Croci (Telgate, 10 dicembre 1948) è un ex calciatore italiano, di ruolo terzino sinistro.

## Carriera

Croci (in piedi, secondo da sinistra) nella SPAL del 1973-1974

Venne scoperto dal presidente della SPAL, Paolo Mazza, che lo prelevò in Serie D dalla squadra romana della Tevere Roma, presieduta dall'onorevole Franco Evangelisti. Dopo un primo periodo stentato con i biancoazzurri, venne, nel 1972, trasformato da Mario Caciagli da mediano a terzino facendo parte della squadra che venne promossa in Serie B nel 1973.
Ha collezionato complessivamente 179 presenze e 2 reti in 6 campionati di Serie B. Ha conquistato inoltre due promozioni in Serie A (col Genoa nel 1975-1976 e con l'Avellino nel 1977-1978), ma in entrambe le circostanze non è stato confermato per la stagione successiva, non riuscendo pertanto ad esordire in A. Oltre alla citata promozione dalla Serie C alla Serie B con la SPAL, ha conquistato altre due promozioni nella serie cadetta: con il Pisa nel 1979 e con il Catania nel 1980.
Terminata la sua carriera di calciatore si è stabilito a Ferrara dove tuttora risiede e dove ha svolto l'attività di allenatore a livello dilettantistico.

## Palmarès

### Club

#### Competizioni nazionali
- Campionato italiano Serie C: 1

SPAL: 1972-1973 (girone B)
- Campionato italiano di Serie B: 1

Genoa: 1975-1976
- Serie C1: 1

Catania: 1979-1980